# Брюнто де Сент-Сюзан, Жильбер Жозеф Мартен
Виконт (с 1808 года — граф) Жиль(бер) Жозеф Мартен Брюнто де Сен(т)-Сюзан(н) (в источниках на русском языке: генерал Сен-Сюзанна ; фр. Gilbert Joseph Martin Bruneteau de Sainte-Suzanne; 7 марта 1760, Пуавр — 26 августа 1830, Париж) — французский военачальник, участник Революционных войн, дивизионный генерал (1796).

## Биография

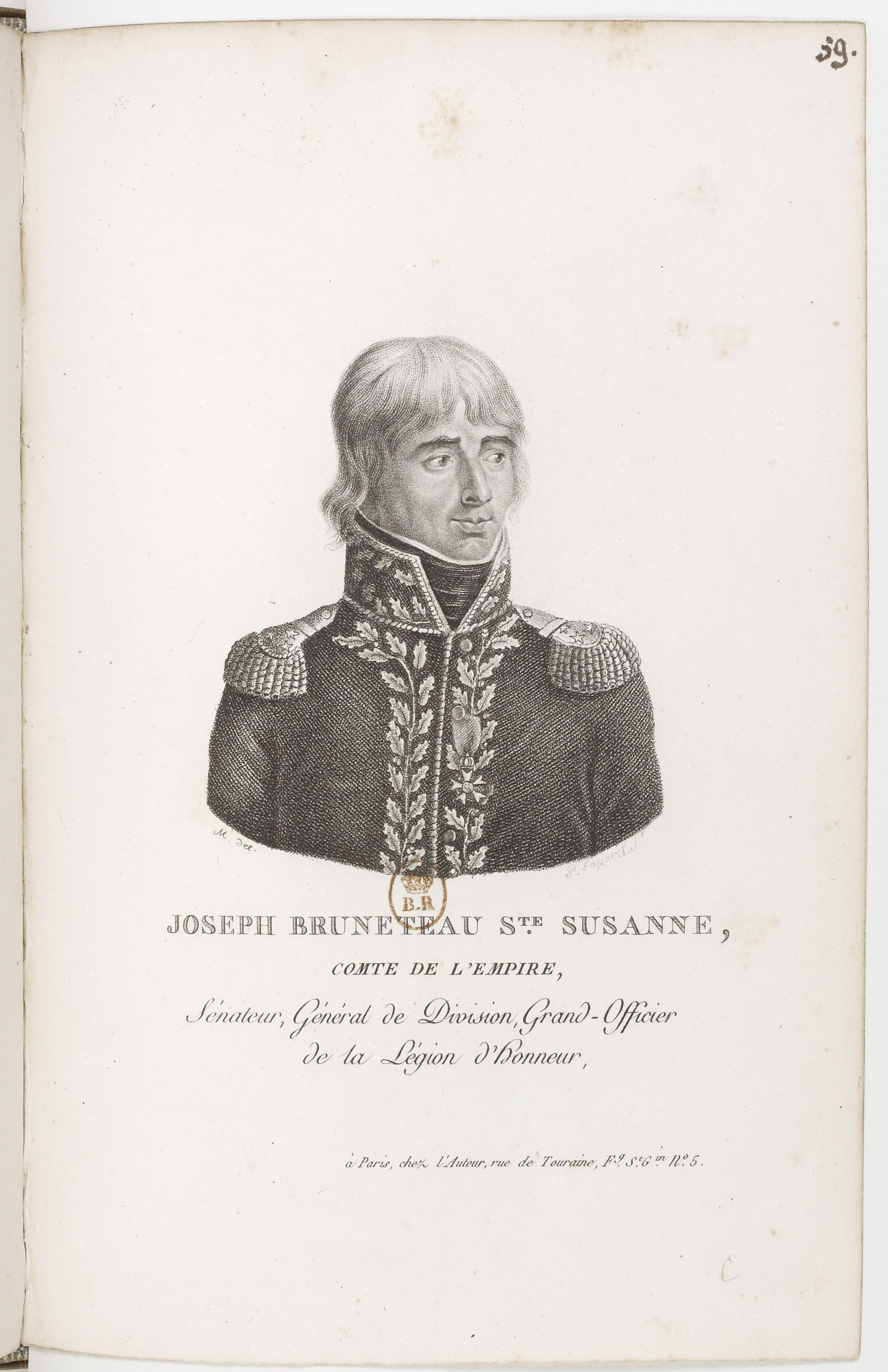
Портрет генерала Сент-Сюзана. Гравюра Жана-Жозефа Тассара с оригинала Констанции Майер.

Родился в 1760 году в поместье Сент-Сюзан рядом с одноименной деревней (фр.; ныне входит в состав Пуавра) неподалёку от Труа в Шампани. Выходец из старинной аристократической семье Брюнто де Сент-Сюзан (фр.). Семья была известна по меньшей мере с 1551 года, однако окончательно её дворянство было подтверждено в 1668 году, чему предшествовали обвинения в узурпации (самоприсвоении) дворянства (в 1667 году), которые суд признал несостоятельными. 
К моменту рождения Жильбера, семья уже считалась весьма старинной и в этом качестве охотно допускалась к службе при королевском дворе, однако не могла похвастаться ни особым богатством, ни высокими должностями. Именно Жильберу суждено было стать её наиболее высокопоставленным представителем.
Имел троих младших братьев, каждый из которых позднее получил от Наполеона баронский титул для себя и своих потомков:
- Александр Франсуа Брюнто де Сент-Сюзан (1769—1853) — занимал должность префекта (главы) департамента.
- Пьер Антуан (1771—1812) — полковник, получил баронский титул в 1810 году, погиб в 1812 году во время похода на Россию.
- Жан-Хризостом (1773—1830) — бригадный генерал.

С ранней юности служил в Париже пажом при малом дворе Марии-Луизы Савойской, супруги будущего Людовика XVIII. С 1779 года служил младшим лейтенантом Анжуйского пехотного полка.
Поддержал Французскую революцию и вскоре был повышен до капитана. Участвовал в обороне Майнца, затем сражался с вандейцами, в частности, при Шоле. После этого сражался в составе Рейнско-Мозельской армии под командованием генералов Дезе и Моро. Когда Дезе переправился через Рейн, Сент-Сюзан неоднократно отличился, в частности, по приказу Дезе лобовой атакой захватил укреплённые австрийские позиции между Раштаттом и Герпахом, однако в битве при Эттлингене действовал неудачно. Тем не менее, был повышен до бригадного генерала (1795).
В августе 1796 года за боевые отличия был повышен Моро до дивизионного генерала. 
После 18 брюмера, как один из ближайших соратников Моро, практически не занимал строевых должностей. Наполеон, не доверявший генералу, сделал его сперва сенатором, затем — инспектором побережий Булони. В этом качестве Сент-Сюзан имел отношение к отражению британского десанта на остров Вальхерен.
В 1814 году получил от вернувшегося Людовика XVIII орден Святого Людовика, должности пэра Франции и коменданта Ландау. Во время Ста дней не служил. Во время процесса над маршалом Неем, своим прежним сослуживцем по Рейнской армии, которого судила палата пэров, отказался участвовать в судебных заседаниях. 
В Палате пэров эпохи Реставрации занимал умеренную позицию.
В 1830 году поддержал новую революцию. Скончался в Париже в том же году. Его должность наследственного пэра перешла к сыну, Жозефу-Франсуа (1800—1855). Однако, уже в 1832 году наследственное пэрство было отменено и заменено личным, после чего сын генерала покинул палату и удалился в частную жизнь. 
Имя генерала Сент-Сюзана написано на восточной стороне Триумфальной арки в Париже.

## Литературная деятельность
Генерал Сент-Сюзан увлекался фортификацией, хотя ему и редко доводилось проявить себя в этой сфере в боевых условиях. Однако, он был автором двух сочинений, одно из которых являлось описанием осады французами Данцига в 1807 году, а другое — печатным проектом, касавшимся изменений в системе французских крепостей, основанным, вероятно, на прениях в палате пэров:
- Le Siège de Dantzig en 1807 (Paris, 1818) ;
- Projet de changements à opérer dans le système des places fortes (1819).

## Чины и должности
- Младший лейтенант Анжуйского пехотного полка (1779)
- Капитан гренадер революционной армии (1793)
- Бригадный генерал (март 1795)
- Дивизионный генерал (август 1796)
- Начальник 4-й дивизии Рейнской армии (15 сентября 1796 — 14 января 1797)
- Начальник 5-й дивизии Рейнской армии в Страсбурге (14 января 1797 — 16 августа 1798)
- Начальник 1-й дивизии Майнцской армии (16 августа — 14 октября 1798)
- Начальник дивизии в Итальянской армии (декабрь 1798 — 7 марта 1799)
- И.О. главнокомандующего Итальянской армией (7 марта — 11 марта 1799)
- Заместитель главнокомандующего Рейнской армией (8 марта— 4 июня 1800)
- Командующий резервным корпусом Рейнской армии (4 июня 1800 — 21 июля 1801)
- Генеральный инспектор пехоты (почётная отставка; 24 июля 1801)
- Фактическая отставка с военной службы (12 июля 1804)
- Сенатор (с 1804)
- Возвращение на военную службу, командир резервного подразделения (20 марта 1807 — 13 апреля 1809)
- Инспектор линии береговой обороны Булони (13 апреля 1809 — 7 февраля 1810)
- Пэр Франции (1814—1830; вероятно, с перерывом на Сто дней)